# L’Aigle
L’Aigle – miejscowość i gmina we Francji, w regionie Normandia, w departamencie Orne.
Według danych na rok 1990 gminę zamieszkiwało 9466 osób, a gęstość zaludnienia wynosiła 525 osób/km² (wśród 1815 gmin Dolnej Normandii L’Aigle plasuje się na 17. miejscu pod względem liczby ludności, natomiast pod względem powierzchni na miejscu 152). Miasto jest znane z produkcji szpilek, igieł.
W miejscowości znajduje się stacja kolejowa Aigle.

## Miasta partnerskie
- Aigle, Szwajcaria
- Clausthal-Zellerfeld, Niemcy
- Nowa Wieś Spiska, Słowacja